# パウ・パトロール ザ・ムービー
『パウ・パトロール ザ・ムービー』（原題: PAW Patrol: The Movie）は、2021年のアメリカ合衆国・カナダ合作のコンピューターアニメーションで製作されたアドベンチャーコメディ映画。ニコロデオン（日本国内ではテレビ東京系列）で放送中の幼児向けTVアニメ『パウ・パトロール』が原作。
2021年8月20日にアメリカ・カナダ・日本で同日劇場公開された。なお、日本での配給におけるニコロデオン・ムービーズ作品として東宝東和が関わるのは、2016年公開の『ミュータント・ニンジャ・タートルズ：影＜シャドウズ＞』以来約5年ぶりである。
キャッチコピーは「すべてがパウジョンアップ! みんなが知らないお話」。

## あらすじ
パウ・パトロールの最大のライバルであるライバール市長が近くのアドベンチャーシティの市長となり、大混乱を引き起こし始める。パウ・パトロールは大混乱に真正面から立ち向かうがチームのメンバーの一匹がアドベンチャーシティで過去に直面しなければならない間、チームは新しい仲間のダックスフンドのリバティの助けを借りる。そしてチームはアドベンチャーシティの市民を救い、ライバール市長が賑やかな大都市を破壊するのを防ぐために戦うことになる。

## 登場人物
リバティ (Liberty)
声 - マルサイ・マーティン（カナダ/アメリカ）/安倍なつみ
映画のオリジナルキャラクター。アドベンチャーシティで育ち、住んでいる長髪のダックスフンド。ゴミを捨てる横柄な若者に毅然とした態度で間違いを正す。パウ・パトロールに憧れているようで、ライバール市長の就任式で街の危機を察してケントに連絡すると、カメラに現れたパウパトロールメンバーに興奮していた。アドベンチャーシティでのパウパトロール出動の度にサポートし、活躍が認められて最終的にパウパトロールのメンバーとなる。

## キャスト
| 役名                     | 声の出演（カナダ/アメリカ）  | 日本語吹替 |
| ------------------------ | ---------------------------- | ---------- |
| ケント（ライダー）       | ウィル・ブリスビン           | 潘めぐみ   |
| チェイス                 | イアン・アーミテージ         | 石上静香   |
| マーシャル               | キングスレー・マーシャル     | 小市眞琴   |
| スカイ                   | リリー・バートラム           | 井澤詩織   |
| ラブル                   | キーガン・ヘドレイ           | 松田颯水   |
| ロッキー                 | カラム・ショニカー           | 小堀幸     |
| ズーマ                   | シャイル・シモンズ           | 矢作紗友里 |
| ライバール市長           | ロン・パード                 | 魚建       |
| リバティ                 | マルサイ・マーティン         | 安倍なつみ |
| ケンドラ・ウィルソン     | ヤラ・シャヒディ             | 皆川純子   |
| デロレス                 | キム・カーダシアン・ウェスト | 井上喜久子 |
| バッチ                   | ランドール・パーク           | 落合福嗣   |
| ルーベン                 | ダックス・シェパード         | 竹内良太   |
| ガス                     | タイラー・ペリー             | 安元洋貴   |
| マーティ・マックレーカー | ジミー・キンメル             | 諏訪部順一 |

## 評価
レビュー・アグリゲーターのRotten Tomatoesでは51件のレビューで支持率は80%、平均点は6.30/10となった。Metacriticで14件のレビューを基に加重平均値が50/100となった。

## 参照
1. ↑  “PAW Patrol: The Movie” (英語). British Board of Film Classification. 2021年11月12日閲覧。
2. ↑  “Box Office: ‘PAW Patrol’ Nabs $13M As ‘Reminiscence’ Opens With Tragic $2M”. Forbes. 2021年8月22日閲覧。
3. ↑  “PAW Patrol: The Movie (2021)”. Box Office Mojo. 2021年11月11日閲覧。
4. ↑  “PAW Patrol: The Movie (2021)”. The Numbers. 2021年8月11日閲覧。
5. ↑  『キネマ旬報』 2022年3月下旬特別号 p.33
6. ↑  "PAW Patrol: The Movie". Rotten Tomatoes (英語). Fandango Media. 2023年7月15日閲覧。
7. ↑  "PAW Patrol: The Movie" (英語). Metacritic. Red Ventures. 2023年7月15日閲覧。